# Tilman Strasser

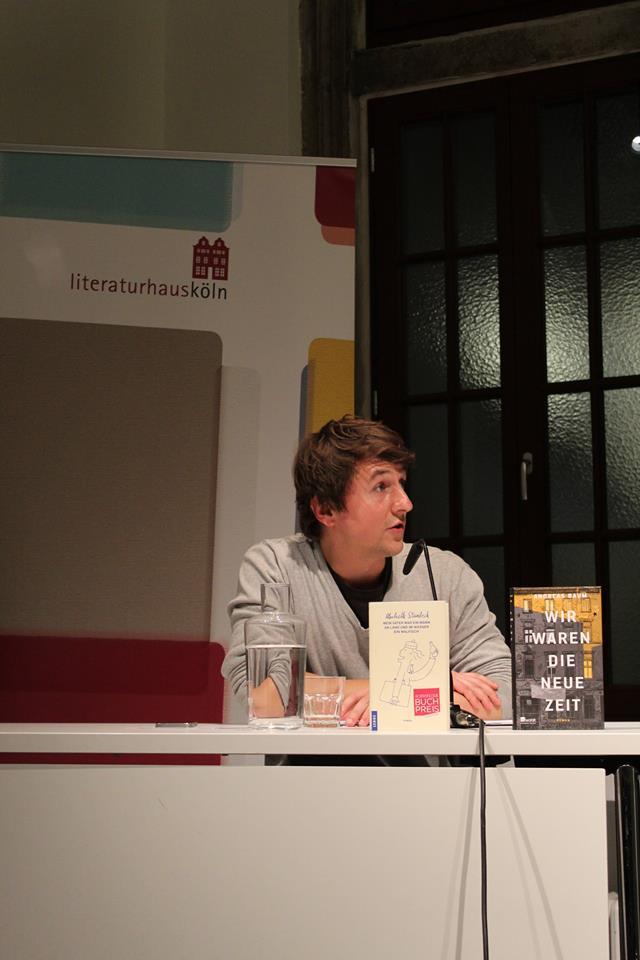
Tilman Strasser bei einer Veranstaltung im Literaturhaus Köln, 2017.

Tilman Strasser (* 1984 in München) ist ein deutscher Autor und Literaturvermittler.

## Leben
Strasser wuchs in Gauting bei München auf. Nach seinem Abitur am Otto-von-Taube-Gymnasium studierte er Germanistik und Geschichte an der Heinrich-Heine-Universität Düsseldorf und Musikwissenschaften an der Robert-Schumann-Hochschule, anschließend Kreatives Schreiben und Kulturjournalismus bei Hanns-Josef Ortheil und Stephan Porombka an der Universität Hildesheim sowie Literaturwissenschaften an der Universität Bologna. Er veröffentlichte Texte in zahlreichen Anthologien und realisierte Buchprojekte in verschiedenen Independent-Verlagen, für seine Arbeit erhielt er Stipendien und Förderpreise. Nach dem Studium arbeitete er als Drehbuchautor in Köln (u. a. für die Filmpool Film- und Fernsehproduktion und UFA Serial Drama), als Journalist in Berlin (u. a. für den Tagesspiegel sowie Nachtkritik.de) sowie als Lehrbeauftragter an Universitäten und Hochschulen (u. a. Universität Köln, Kunsthochschule für Medien Köln). Für das Literaturhaus Köln verantwortete er von 2015 bis 2018 den Bereich Kommunikation und Programm.
2015 erschien sein Roman Hasenmeister im Salis Verlag, der von der Kritik positiv aufgenommen wurde. Seit 2017 ist er Gastgeber und Organisator der Reihe zwischen/miete nrw, die Lesungen in studentischen Wohngemeinschaften präsentiert. Er ist Mitbegründer des Kölner Comicfestivals sowie des interdisziplinären Lyrikfestivals Satelliten, gründete die Textwerkstatt Kölner Schmiede (die u. a. die Autoren Berit Glanz und Demian Lienhard förderte) und das Leseclubfestival Köln. Strasser lebt in Köln.

## Trivia
Strasser absolvierte eine musikalische Ausbildung u. a. als Jungstudent im Fach Geige am Richard-Strauss-Konservatorium München und als jahrelanges Mitglied des Tölzer Knabenchores. Die Spannung zwischen ästhetischer Erfahrung und Drill verarbeitete er in seinem Debütroman.

## Auszeichnungen (Auswahl)
- 2006 Seeschreiber St. Wolfgang, Oberösterreich
- 2009 Literaturstipendium der Stadt München
- 2018 Stipendium Hamburger Gast[1]
- 2019 Stipendium der Kunststiftung NRW
- 2019 Arbeitsstipendium des Ministeriums für Kultur und Wissenschaft NRW
- 2020 Stipendiat von stadt.land.text NRW 2020[2]
- 2020 Dieter-Wellershoff-Stipendium mit dem Romanprojekt Gespinst[3]

## Publikationen (Auswahl)

### Prosa
- Hasenmeister, Roman, Salis Verlag, Zürich 2015. ISBN 978-3-906195-25-4
- Seeleben, Erzählband, Edition Art&Science, Strobl 2006, ISBN 978-3- 902157-22-5

### Mit Text, Drugs & Rock’n’Roll
- Germany’s Text Topmodel. conradverlag, Bielefeld 2008, ISBN 978-3-9811490-2-9
- Text, Drugs & Rock ’n’ Roll: unplugged. conradverlag, Bielefeld 2007, ISBN 978-3-9811490-0-5

### Beiträge in Anthologien und Sammelbänden (Auswahl)
- Über die Verhältnisse, Dittrich Verlag, Weilerswist 2019. ISBN 978-3-947-37331-4
- Irgendwas mit Schreiben. Diplomautoren im Beruf, mikrotext, Berlin 2014. ISBN 978-3-944543-15-4
- Taxi Deutschland, Hanser Box, München 2015. ISBN 978-3-446-25144-1
- Landpartie 09, Glück & Schiller, Hildesheim 2009. ISBN 978-3-941392-04-5
- Übers Festland. Eine Prosanovela, Edition Pächterhaus, Hildesheim 2008. ISBN 978-3-938404-22-5
- Ladezeit, Blumenkamp, Göttingen 2008. ISBN 978-3-9810685-3-5
- Kulturtagebuch. Leben und Schreiben in Hildesheim. Edition Pächterhaus, Hildesheim 2007. ISBN 978-3-938404-20-1